# Megasoma anubis
Megasoma anubis es una especie de escarabajo rinoceronte del género Megasoma, tribu Dynastini, familia Scarabaeidae. Fue descrita científicamente por Chevrolat en 1836.
La especie se mantiene activa durante todos los meses del año excepto en julio.

## Descripción
Megasoma anubis puede alcanzar una longitud de unos 90 milímetros (3,5 pulgadas) (incluido el cuerno). Los machos son mucho más grandes que las hembras y tienen un cuerno curvo y de longitud media en la cabeza. En el pronoto hay un cuerno mediano corto. Las hembras carecen de cuernos. Las patas son relativamente largas con garras afiladas.

## Distribución
Se distribuye por Brasil, Paraguay, Argentina, Colombia y Perú.